# ریچارد بورنشتاین

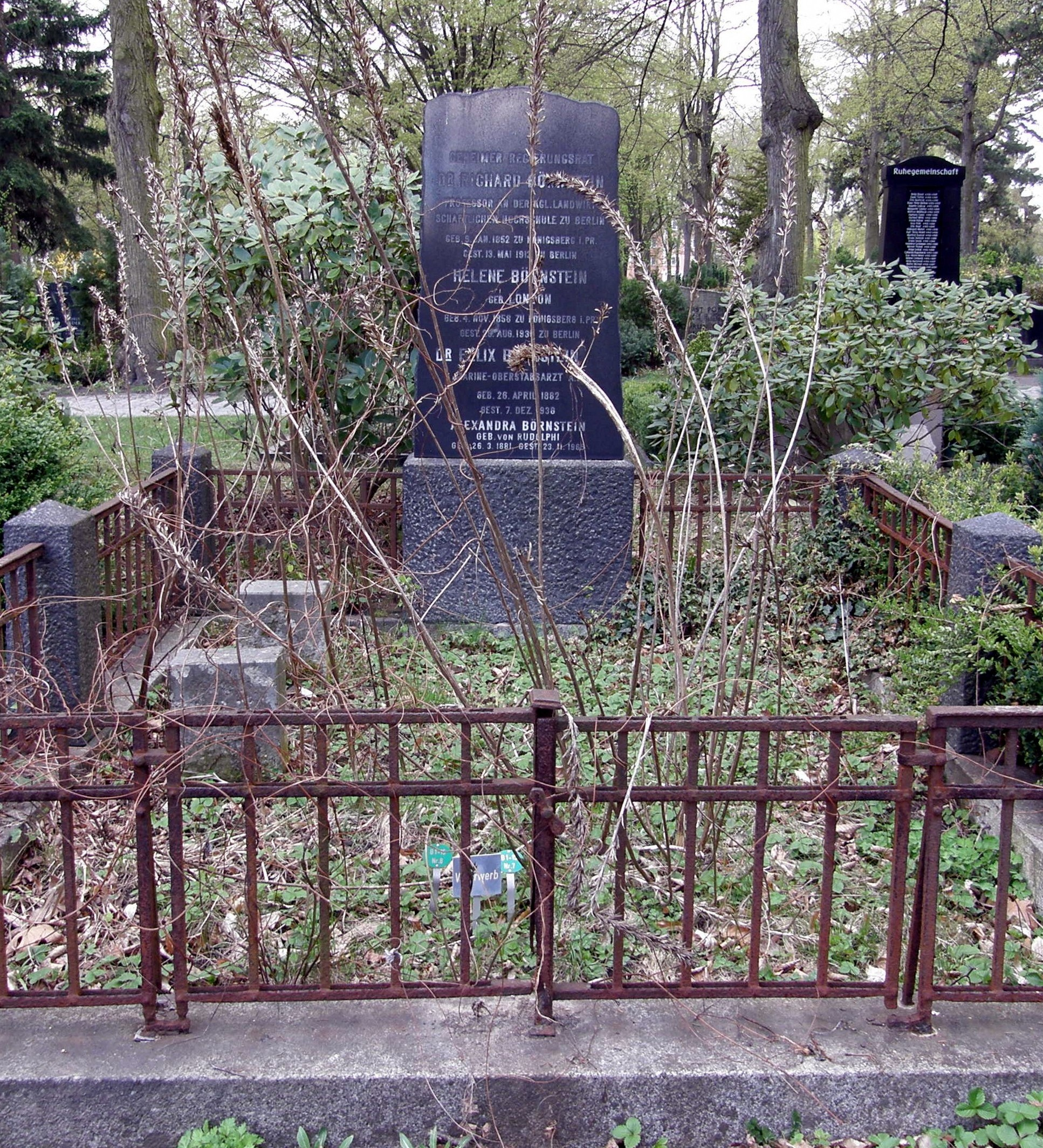
آرامگاه ریچارد بورنشتاین

ریچارد بورنشتاین زادهٔ ۹ ژانویهٔ ۱۸۵۲ در کونیگسبرگ، پروس و درگذشت ۱۳ مه ۱۹۱۳ در برلین، فیزیک‌دان و هواشناس آلمانی بود. او در یک خانوادهٔ یهودی به دنیا آمد. او در دانشگاه گوتینگن علوم طبیعی خواند و پس از آن به عنوان دستیار گئورگ هرمان کوینکه در دانشگاه هایدلبرگ مشغول به کار شد.
در سال ۱۸۷۷ موفق به دریافت درجهٔ علمی شایستگی شد و پس از آن در کلاس‌های فیزیک آزمایشگاهی و هواشناسی به آموزش پرداخت. پس از آن او به عنوان استاد در دانشکدهٔ کشاورزی برلین به تدریس پرداخت.

## افتخارات
از جمله دست‌آوردهای بورنشتان می‌توان به ساخت بادسنج فشاری (۱۸۸۳) و بهبودهای چشمگیر در باران‌سنج هواشناسی اشاره کرد. او یک ایستگاه هواشناسی در برلین ساخت. او در ۱۸۸۳ به همراه هانس هاینریش لاندولت، پایگاه داده لاندولت-بورنشتاین را پایه‌گذاری کرد و نخستین جلد آن را منتشر کرد؛ امروزه این پایگاه داده بیش از ۴۰۰ جلد دارد و داده‌هایی از نمای کلی علوم فیزیکی ارائه می‌کند.